# 5-cm PaK 38
Le 5-cm Pak 38 (L/60) ou 5-cm Panzerabwehrkanone 38 (L/60) était un canon antichar de 50 mm  utilisé pendant la Seconde Guerre mondiale par la Wehrmacht. Développé par Rheinmetall-Borsig AG en 1938, il devait remplacer à partir de 1941 le 3,7-cm Pak 36 (ce dernier restant cependant en usage jusqu'à la fin du conflit, après l'adoption de la Stielgranate 41). 
Le Pak 38 fut modifié en 5-cm KwK 39 pour être monté sur le PzKpfw III, et en Rheinmetall BK-5 (en) pour armer l'avion de chasse Messerschmitt Me 410 U4.

## Conception et développement
Bien que le canon antichar 3,7-cm PaK 36 prouva son efficacité durant la guerre civile espagnole, le commandement allemand savait que ce type de canon de petit calibre serait bientôt dépassé par les nouveaux modèles de char mieux protégés. De ce fait, La firme Rheinmetall commença  à concevoir une nouvelle version du Pak 36 chambrée en 50 mm, qui fut désignée 5-cm Pak 37. L'Armée allemande ne fut cependant pas satisfaite de la faible vitesse initiale des projectiles de cette version, qui induisait un faible pouvoir de pénétration. Rheinmetall dut revoir sa copie et modifia son prototype en allongeant son tube jusqu'à 60 calibres (L/60) . 
Le nouveau modèle, désigné 5-cm Pak 38, fut accepté pour une production de masse à partir de 1939. Les premiers exemplaires arrivèrent à la fin 1940, soit trop tard pour les opérations de la Wehrmacht sur le Front ouest. Le Pak 38 fut vraiment utilisé au combat, à partir d'avril 1941, avec l'invasion de l'Union soviétique durant l'opération Barbarossa. 

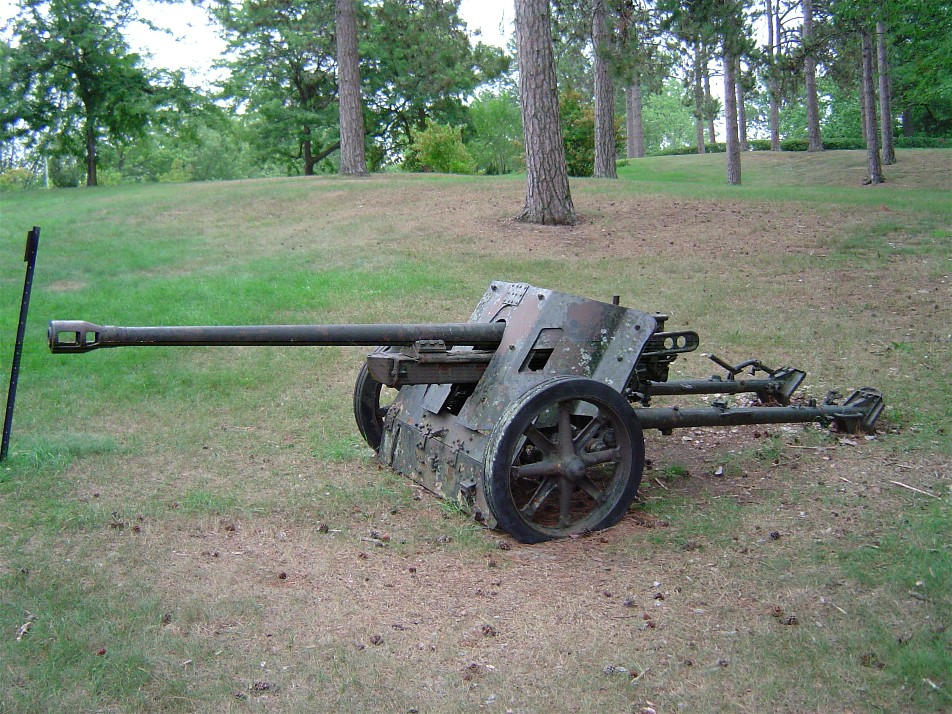
Vue de profil d'un canon PaK 38 exposé sur la base canadienne de Borden (Ontario, Canada).

Arme de bonne conception, le Pak 38 possédait un bouclier incurvé  et incliné permettant de protéger les 5 servants des menaces frontales. Ce bouclier était constitué de deux "feuilles" de 2 mm de blindage superposées et espacées (schottenpanzer) d'environ 2,5 cm.  L'affut était de type biflèche et possédait des roues avec des jantes acier pourvues de pneumatiques autorisant le remorquage de l'ensemble à grande vitesse. Lors de la mise en batterie, l'ouverture des deux bras de l'affut permettait de déverrouiller le système de suspension  à barre de torsion. L'affut en alliage léger facilitait la mise en œuvre et des petites roues au bout de l'affut assurait une manutention aisée. Le long tube de presque 3 m était terminé par un frein de bouche.  Le poids total approchant la tonne nécessitait que la pièce soit remorquée par un camion ou un semi-chenillé. 

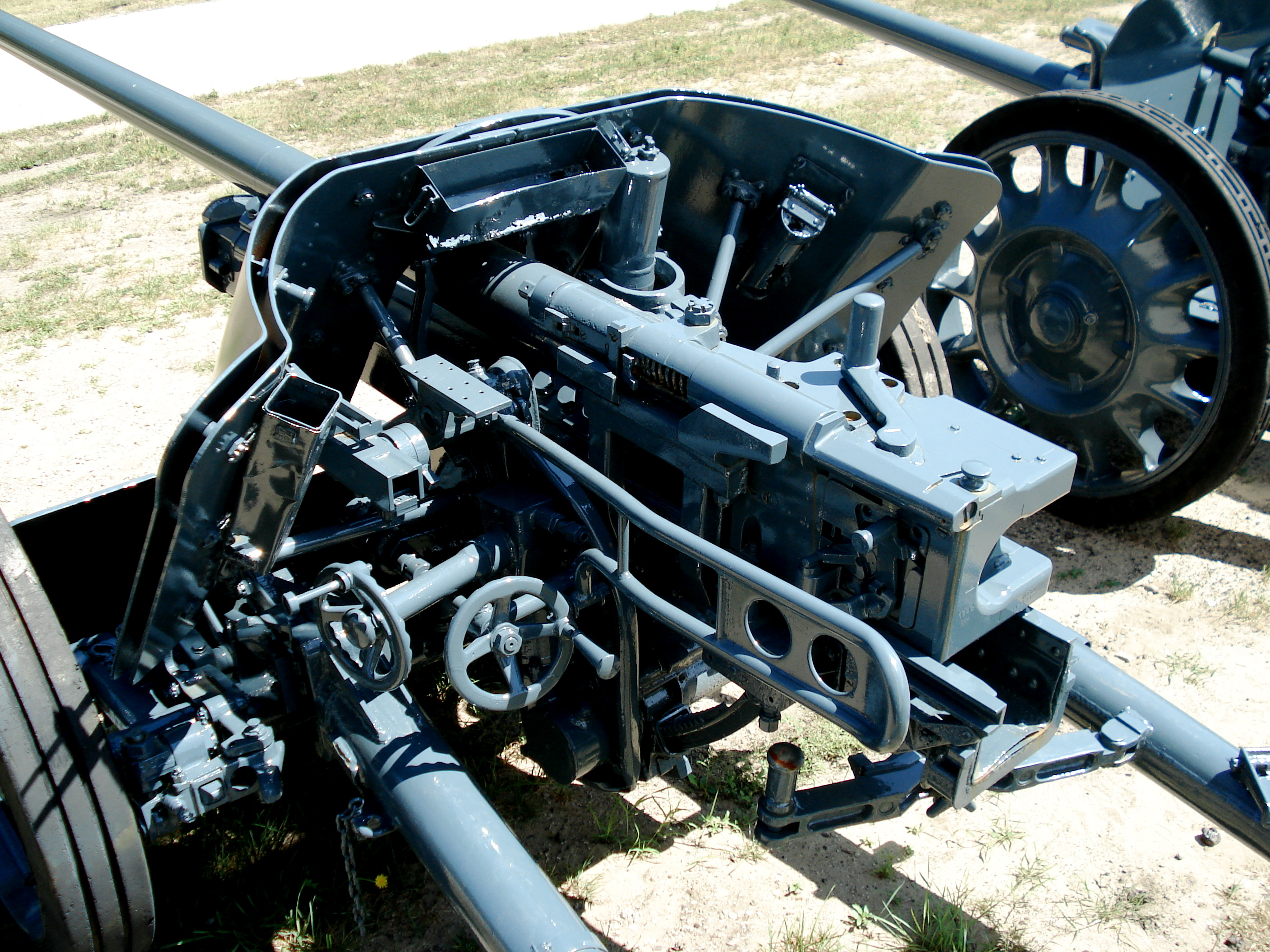
Vue arrière d'un canon PaK 38 exposé sur la base canadienne de Borden (Ontario, Canada), permettant de voir les volants de réglage de tir et le double bouclier.Le viseur optique 3x8° est manquant.

Cette pièce d'artillerie a été pensée pour fournir une silhouette assez basse (1,05 m de haut pour 1,85 m de large), permettant de la camoufler facilement.
En 1941, afin d’accroitre la mobilité de la pièce, un certain nombre de véhicules semi-chenillés ou châssis de char furent modifiés pour accueillir un canon PaK 38, dépourvu de ses roues et voire sans bouclier, sur leur plateforme arrière. Ainsi naquit les 5 cm PaK38(Sf) auf Zugkraftwagen 1 t (sur SdKfz 10), 5 cm PaK 38 auf Panzerkampfwagen II VK. 9.01 (sur châssis de Panzer II Ausf G), 5 cm PaK 38 auf Gepanzerte Munitionsschlepper (sur chenillette Borgward VK. 302, commandé à plus de 3 000 exemplaires !), 5 cm PaK 38 auf Fahrgestell Panzerkampfwagen II (Sf) (sur châssis de Panzer II), Sd.Kfz. 250 Neu Sfl 5 cm PaK 38 L/60 (sur SdKfz 250)  et 5 cm PaK 38 (Sf) auf leichter Selbstfahrlafette (sur SdKfz 10). La plupart de ces hybridations servirent au sein de la Waffen-SS sur le front russe. 

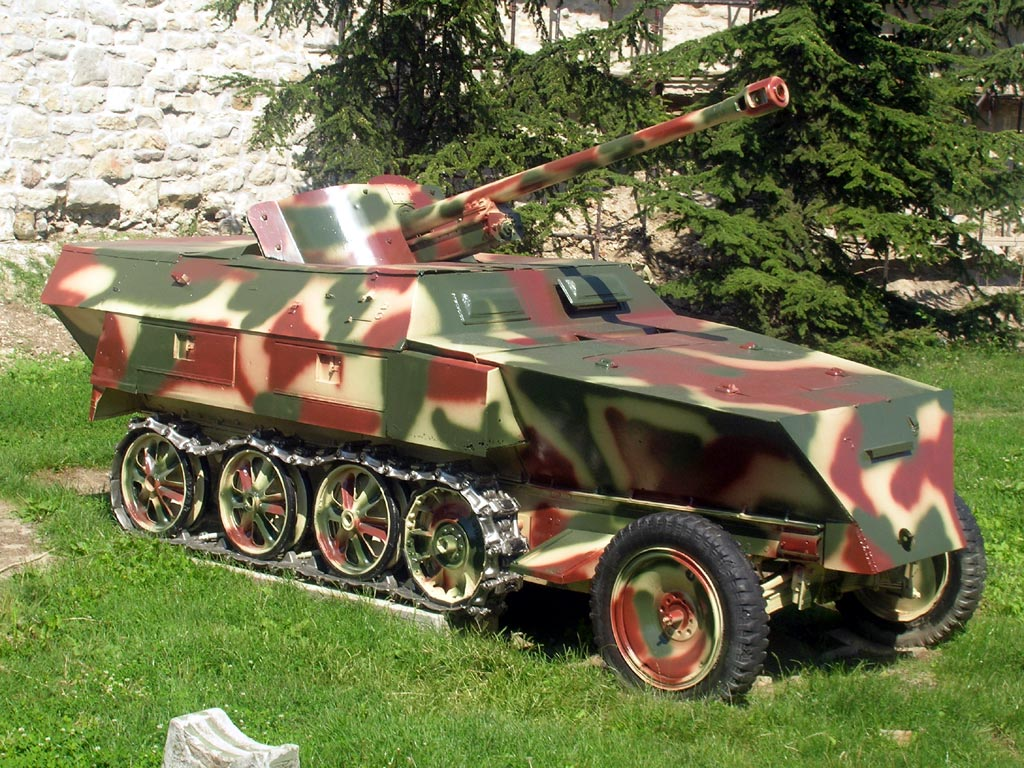
Pak 38 monté sur un châssis de SdKfz-250 exposé au musée militaire de Belgrade.NB: le train de roulement parait inhabituel pour un châssis de sdkfz-250.

L'affut bifléche sur roues du Pak 38 fut par la suite réutilisé sur les canons 7,5-cm Pak 97/38, 7,5-cm Pak 50 (f) et 8-cm PAW 600.
Le Pak 38 pouvait facilement être modifié pour accueillir une alimentation automatique en munition. De ce fait, à partir de 1943, une nouvelle variante naquit pour pouvoir être embarquée sur des chasseurs pour des missions anti-bombardiers lourds : le 5-cm BorderKanone (ou 5-cm Bk). Ce canon était monté sur les versions de chasse lourde des Me 410 Hornisse A-1/U4 et Me 262 Schwalbe A-1a/U4. 
Le Pak 38 servit aussi de base à la construction d'un canon antiaérien, 5-cm Flak 214, mais celui-ci n'entra jamais en production du fait de la fin de la guerre. Il donna aussi naissance à une version courte pour tourelle, le 5-cm Kwk 38 L/42[réf. souhaitée] qui était l'arme principale des chars moyens Panzers III de la version F à J.

## Production
Les deux premiers canons PaK 38 ne furent livrés à la Wehrmacht qu'au début 1940, empêchant de les utiliser lors de la campagne française. La production se faisant au compte-gouttes, seuls 17 canons étaient en dotation au 1er juillet 1940. Il fallut attendre la fin de l'année pour que la production à grande échelle commence. Au 1er juin 1941, 1 047 canons étaient alors disponibles. La production du Pak 38 s’arrêta en 1943, laissant la place au 7,5 cm PaK 40, plus puissant. En juillet 1944, le parc en comptait encore 2 260 exemplaires. Le PaK 38 demeurera présent au front, néanmoins, jusqu'à la fin 1944 au moins. 
| Année  | 1939 | 1940 | 1941  | 1942  | 1943  | Total |
| ------ | ---- | ---- | ----- | ----- | ----- | ----- |
| Nombre | 2    | 388  | 2 072 | 4 480 | 2 626 | 9 568 |

## Munitions
| Munition                             | Type                                                         | Description | Poids    | Vélocité  |
| ------------------------------------ | ------------------------------------------------------------ | --- | -------- | --------- |
| 5-cm Panzergranate (PzGr. )          | Anti blindage                                                | | 2,06 kg  | 835 m/s   |
| 5-cm Panzergranate 39 (PzGr.39 )     | Anti-blindage à pointe molle avec tête aérodynamique (APCBC) | Optimisé pour maximiser la vitesse de sortie et garder une forte puissance de pénétration en empêchant la désintégration de l'ogive à l'impact en ajoutant une pointe en métal plus mou. Comme ce genre de munition est instable en vol, on lui adjoint une pointe aérodynamique pour augmenter la portée et la précision               | 2,06 kg  | 835 m/s   |
| 5-cm Panzergranate 40 (PzGr.40 )     | Anti blindage composite rigide (APCR)                        | Obus anti blindage à cœur de tungstène | 0,925 kg | 1 080 m/s |
| 5-cm Panzergranate 40/1 (PzGr.40/1 ) | Anti blindage composite rigide                               | Obus anti blindage à cœur de tungstène | 1,07 kg  | 1 130 m/s |
| 5-cm Sprenggranate 39 (Sprgr. 39)    | Haut pouvoir explosif (HE)                                   | Obus détonant chargé avec 165 g de TNT. Portée max : 6 500 m | 1,78 kg  | 550 m/s   |
| 5-cm-Stielgranate 42                 | Projectile à charge creuse (HEAT)                            | Le projectile, ressemblant à une fusée pourvu d'ailettes, est placé sur la gueule du canon avant le tir comme une grenade à fusil. La mise à feu est assurée par une gargousse de poudre introduite dans la chambre à feu. Bien que la vitesse initiale soit faible, cela ne handicape pas la capacité de pénétration. Portée max 500 m | 13,5 kg  | 160 m/s   |

## Capacité de pénétration
| Munition        | Type                                                 | Poids    | Vélocité  | Inclinaison | à 100 m | à 500 m | à 1 000 m | à 1 500 m | à 2 000 m | à 2 500 m |
| --------------- | ---------------------------------------------------- | -------- | --------- | ----------- | ------- | ------- | --------- | --------- | --------- | --------- |
| PzGr.           | Antiblindage                                         | 2,06 kg  | 835 m/s   | 30°         | 67 mm   | 57 mm   | 44 mm     | 34 mm     | /         | /         |
| PzGr.39         | Anti-blindage à pointe molle avec tête aérodynamique | 2,06 kg  | 835 m/s   | 30°         | 69 mm   | 59 mm   | 48 mm     | 38 mm     | 29 mm     | /         |
| PzGr.39         | Anti-blindage à pointe molle avec tête aérodynamique | 2,06 kg  | 835 m/s   | 60°         | 73 mm   | 61 mm   | 50 mm     | 40 mm     | 29 mm     | /         |
| PzGr.39         | Anti-blindage à pointe molle avec tête aérodynamique | 2,06 kg  | 835 m/s   | 90°         | 99 mm   | 78 mm   | 61 mm     | 47 mm     | 32 mm     | /         |
| PzGr.40         | Obus anti blindage à cœur de tungstène               | 0,925 kg | 1 080 m/s | 30°         | 130 mm  | 72 mm   | 38 mm     | /         | /         | /         |
| PzGr.40         | Obus anti blindage à cœur de tungstène               | 0,925 kg | 1 080 m/s | 60°         | 143 mm  | 86 mm   | 55 mm     | /         | /         | /         |
| PzGr.40         | Obus anti blindage à cœur de tungstène               | 0,925 kg | 1 080 m/s | 90°         | 165 mm  | 120 mm  | 84 mm     | /         | /         | /         |
| PzGr.40/1       | Obus anti blindage à cœur de tungstène               | 1,07 kg  | 1 130 m/s | 30°         | 115 mm  | 76 mm   | 51 mm     | /         | /         | /         |
| Stielgranate 42 | Projectile à charge creuse                           | 13,5 kg  | 160 m/s   | 30°         | 180 mm  | 180 mm  | /         | /         | /         | /         |
| Stielgranate 42 | Projectile à charge creuse                           | 13,5 kg  | 160 m/s   | 60°         | 180 mm  | 180 mm  | /         | /         | /         | /         |
| Stielgranate 42 | Projectile à charge creuse                           | 13,5 kg  | 160 m/s   | 90°         | 180 mm  | 180 mm  | /         | /         | /         | /         |

## Engagements
Au démarrage de la campagne russe, le Pak 38 était doté d'une nouvelle munition anti-blindage à noyau en tungstène désignée, Panzergranate 40 (PzGr.40). Ce type de munition avait été développé à partir de munitions tchèques et polonaises capturées  dont le cœur en tungstène très dense offrait une augmentation considérable des capacités de pénétration.  Cette combinaison Pak 38 et PzGr.40 était la seule capable de venir à bout des blindages frontaux des chars russes T-34 (45 mm) et KV-1 (75 mm). Même si l'obus ne perçait pas le blindage, un coup placé à la jonction de la tourelle et de la caisse pouvait bloquer la rotation de celle-ci. 
En 1942, un petit lot fut donné en dotation à l'Armata Italiana in Russia ou  ARMIR sous la dénomination de  Cannon 50/60 Mod 38.' pour combattre sur le front russe.
Comme à cette période le nombre de canon Pak 38 était limité, l'Armée allemande tenta de combler le manque en convertissant des canons français de 75 mm capturés. Cependant l'approvisionnement en tungstène se révélant stratégique pour les machines-outils du complexe militaro-industriel, les munitions de type PzGr.40  finirent par se faire plus rare à partir de 1943 et le Pak 38 perdit son efficacité antichar.  
Bien que remplacé dans ce rôle par des pièces de plus gros calibre, comme le 7,5-cm Pak 40 ou le 8,8-cm Pak 43, le Pak 38 se montra assez efficace pour rester présent sur tous les fronts jusqu'à la fin de la guerre.

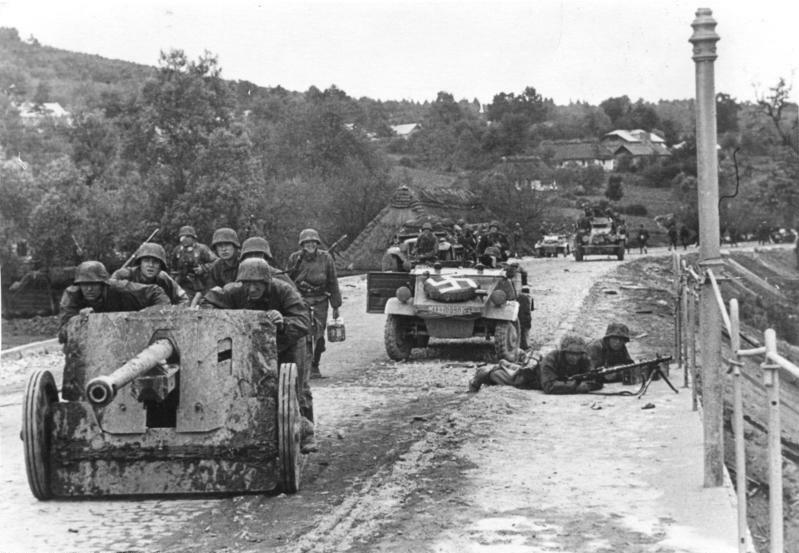
Soldats allemands de la Waffen-SS manœuvrant un 5-cm PaK 38 sur un pont (Balkans, 1941)
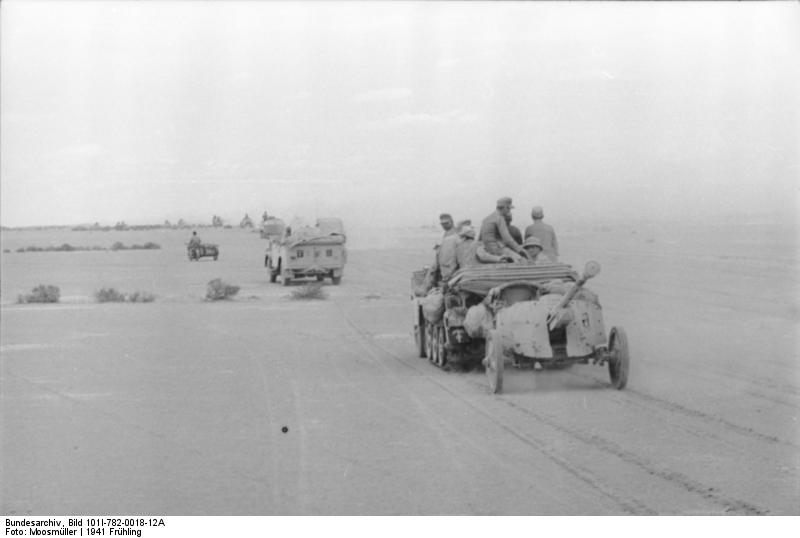
Colonne allemande avançant dans le désert nord-africain. Le tracteur Sd.Kfz 10 du premier plan remorque un Pak 38 (21 mars 1943).
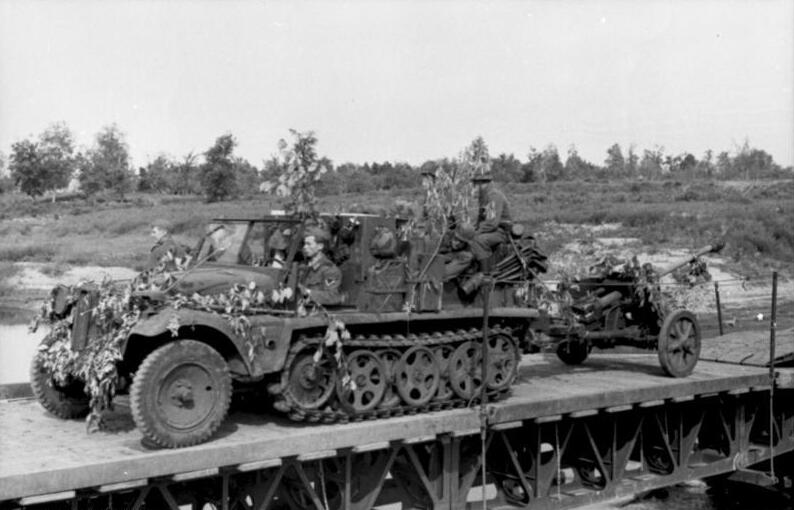
SdKfz 10 avec un Pak 38  traversant un pont en Russie (juin 1942)
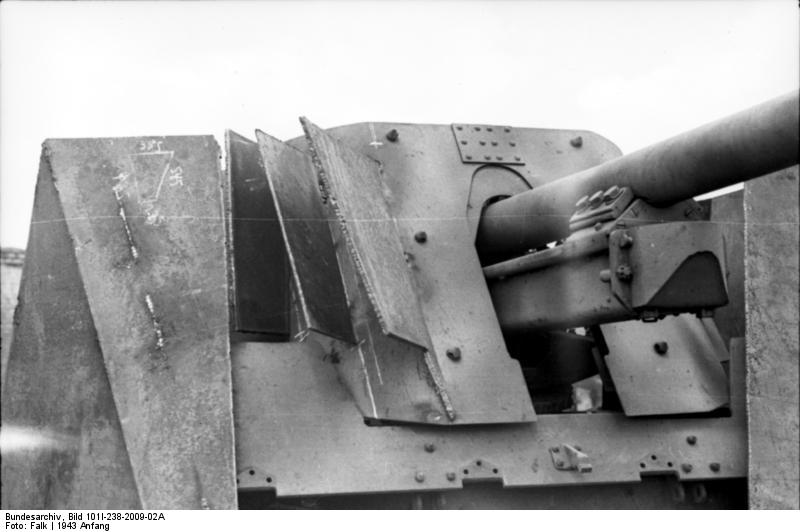
Vue de face d'un canon Pak 38 monté sur châssis de Panzer II. À noter, l'ajout artisanal de plaque de blindages supplémentaires sur le bouclier du canon (Russie, janvier 1943).
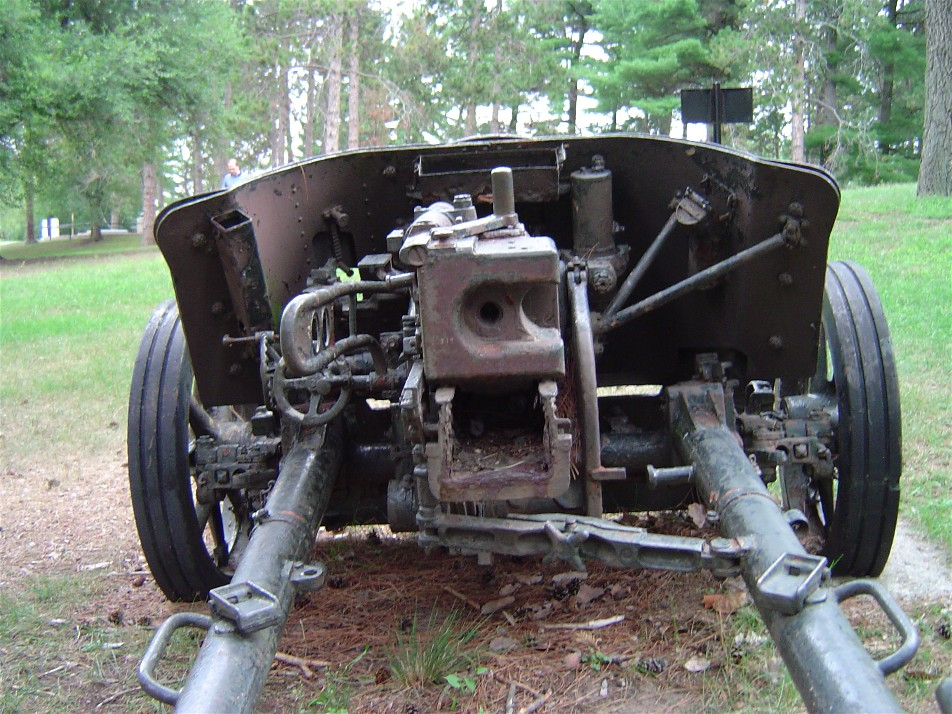
Vue de la culasse.